# Peter Herbert Jackson
Peter Herbert Jackson   (Market Harborough, 15 de novembre de 1912 - Cirencester, 5 de febrer de 1983) fou un remer anglès que va competir durant la dècada de 1930.
El 1936 va prendre part en els Jocs Olímpics de Berlín, on guanyà la medalla de plata en la prova del quatre sense timoner del programa de rem. Formà equip amb Thomas Bristow, Alan Barrett i John Sturrock.
En el seu palmarès també destaca una medalla d'or i una de plata als Jocs de l'Imperi Britànic de 1938.